# Episodi di Top Secret (seconda stagione)
La seconda stagione della serie televisiva Top Secret, composta da 23 episodi, è stata trasmessa negli Stati Uniti dal 1º ottobre 1984 al 13 maggio 1985 dal canale CBS.
In Italia è stata trasmessa da Canale 5 nel 1988.
| nº | Titolo originale                 | Titolo italiano                     | Prima TV USA     | Prima TV Italia    |
| -- | -------------------------------- | ----------------------------------- | ---------------- | ------------------ |
| 1  | To Catch a Mongoose              | La mangusta                         | 1º ottobre 1984  |                    |
| 2  | The Times They Are a Changin'    | Attentato misterioso                | 8 ottobre 1984   | 23 aprile 1988     |
| 3  | Double Agent                     | Manoscritto compromettente          | 15 ottobre 1984  | 30 aprile 1988     |
| 4  | The Legend of Das Geisterschloss | La leggenda                         | 22 ottobre 1984  | 7 maggio 1988      |
| 5  | Charity Begins at Home           | Sbornie e beneficenza               | 29 ottobre 1984  |                    |
| 6  | Brunettes Are In                 | Le brune sono di moda               | 12 novembre 1984 | 14 maggio 1988     |
| 7  | Our Man in Tegernsee             | Il nostro uomo di Tegernsee         | 19 novembre 1984 | 21 maggio 1988 (?) |
| 8  | Affair at Bromfield Hall         | Scandalo a Bromfield Hall           | 26 novembre 1984 | 28 maggio 1988     |
| 9  | A Class Act                      | Stazione Uno                        | 3 dicembre 1984  | 4 giugno 1988      |
| 10 | Playing Possum                   | Operazione Possum                   | 10 dicembre 1984 |                    |
| 11 | The Three Faces of Emily         | Le tre facce di Emily               | 31 dicembre 1984 | 12 giugno 1988 (?) |
| 12 | Ship of Spies                    | Nave di spie                        | 7 gennaio 1985   | 19 giugno 1988 (?) |
| 13 | Spiderweb                        | Operazione Spider                   | 14 gennaio 1985  | 26 giugno 1988 (?) |
| 14 | A Little Sex, a Little Scandal   | Un po' di sesso, un po' di scandalo | 4 febbraio 1985  | 7 agosto 1988      |
| 15 | A Relative Situation             | Una situazione precaria             | 11 febbraio 1985 |                    |
| 16 | Life of the Party                | Cameriere un po' speciale           | 18 febbraio 1985 |                    |
| 17 | Odds on a Dead Pigeon            | Il sosia                            | 25 febbraio 1985 |                    |
| 18 | Car Wars                         | Attenti a quell'auto                | 11 marzo 1985    |                    |
| 19 | DOA: Delirious on Arrival        | L'antidoto                          | 18 marzo 1985    |                    |
| 20 | You Only Die Twice               | Si muore solo due volte             | 1º aprile 1985   |                    |
| 21 | Burn Out                         | Finito                              | 8 aprile 1985    |                    |
| 22 | Murder Between Friends           | L'assassinio di un amico            | 6 maggio 1985    |                    |
| 23 | Vigilante Mothers                | La spia della porta accanto         | 13 maggio 1985   |                    |

## La mangusta
- Titolo originale: To Catch a Mongoose
- Diretto da: Rod Holcomb
- Scritto da: Eugenie Ross-Leming e Brad Buckner

### Trama
Amanda viene chiamata a Londra per riconoscere un suo ex compagno di scuola, che potrebbe essere l'assassino internazionale chiamato 'la mangusta'.

## Attentato misterioso
- Titolo originale: The Times They Are a Changin'
- Diretto da: William Wiard
- Scritto da: Eugenie Ross-Leming e Brad Buckner

### Trama
Amanda e la sua famiglia vincono un viaggio a Monaco, ma in realtà si tratta di una missione per far tornare a casa un ex-terrorista pentito.

## Manoscritto compromettente
- Titolo originale: Double Agent
- Diretto da: John Patterson
- Scritto da: Eugenie Ross-Leming e Brad Buckner

### Trama
Un ex agente scrive un libro che rivela molti segreti sull'Agenzia, e anche su Amanda e Lee: qualcuno deve impedire la circolazione del volume.

## La leggenda
- Titolo originale: The Legend of Das Geisterschloss
- Diretto da: Cliff Bole
- Scritto da: Eugenie Ross-Leming e Brad Buckner

### Trama
Amanda deve aiutare Lee a ritrovare una vecchia amica e agente del controspionaggio inglese a Salisburgo, in Austria.

## Sbornie e beneficenza
- Titolo originale: Charity Begins at Home
- Diretto da: Cliff Bole
- Scritto da: Eugenie Ross-Leming e Brad Buckner

### Trama
Amanda è nominata presidentessa di un ente di beneficenza: questa è l'occasione perfetta per Lee per avvicinarsi a un criminale, collezionista di auto.

## Le brune sono di moda
- Titolo originale: Brunettes Are In
- Diretto da: Christian I. Nyby II
- Scritto da: Eugenie Ross-Leming e Brad Buckner

### Trama
Dopo che una missione critica fallisce a causa di una rapina, Amanda comincia a considerare di lasciare l'Agenzia mentre Lee cerca di proteggerla da una minaccia sconosciuta.

## Il nostro uomo di Tegernsee
- Titolo originale: Our Man in Tegernsee
- Diretto da: William Wiard
- Scritto da: Eugenie Ross-Leming e Brad Buckner

### Trama
Nelle Alpi Bavaresi, un gruppo di neonazisti stampa dollari americani falsi: nel giro che ne segue, erroneamente viene arrestata Amanda.

## Scandalo a Bromfield Hall
- Titolo originale: Affair at Bromfield Hall
- Diretto da: William Wiard
- Scritto da: Eugenie Ross-Leming e Brad Buckner

### Trama
Durante una missione a Londra insieme a Lee, Amanda viene accusata dalla stampa di avere una relazione con un barone inglese sposato. Per dissipare queste voci, Amanda e Lee vengono invitati a passare il week-end nel palazzo di campagna del barone.

## Stazione Uno
- Titolo originale: A Class Act
- Diretto da: Richard Compton
- Scritto da: Eugenie Ross-Leming e Brad Buckner

### Trama
Finalmente Amanda partecipa a un corso di formazione interno all'Agenzia. Ma la presenza di una spia sovietica e un malinteso complicheranno le cose.

## Operazione Possum
- Titolo originale: Playing Possum
- Diretto da: Paul Krasny
- Scritto da: Eugenie Ross-Leming e Brad Buckner

### Trama
Quando Billy viene rapito l'Agenzia viene messa in stato d'allerta e Lee ed Amanda si trovano a lavorare con un agente sovietico per cercare di trovare una bomba atomica ed evitare così la terza guerra mondiale.

## Le tre facce di Emily
- Titolo originale: The Three Faces of Emily
- Diretto da: Ivan Dixon
- Scritto da: Eugenie Ross-Leming e Brad Buckner

### Trama
Quando Emily Farnsworth rapisce un traditore inglese e lo porta a casa di Amanda, la vita di quest'ultima viene messa involontariamente in pericolo.

## Nave di spie
- Titolo originale: Ship of Spies
- Diretto da: Micheal Hiatt
- Scritto da: Eugenie Ross-Leming e Brad Buckner

### Trama
Un messaggio bruscamente interrotto, rivolto a Lee, finisce per trascinare lui e Amanda in una crociera per coppie in luna di miele.

## Operazione Spider
- Titolo originale: Spiderweb
- Diretto da: Harry Harris
- Scritto da: Eugenie Ross-Leming e Brad Buckner

### Trama
Mentre l'ufficio di Melrose è incaricato di portare a termine l'operazione 'Spider' volta o ottenere informazioni riservate da tre disertori di diversi paesi sovietici, Amanda è sospettata di tradimento e spetta a Lee indagare su di lei..

## Un po' di sesso, un po' di scandalo
- Titolo originale: A Little Sex, a Little Scandal
- Diretto da: Vincent McEvety
- Scritto da: Eugenie Ross-Leming e Brad Buckner

### Trama
Amanda assiste all'omicidio dell'assistente del senatore Hoffmayer da parte di una coppia che ne occulta il cadavere. Intanto la coppia individua Amanda.

## Una situazione precaria
- Titolo originale: A Relative Situation
- Diretto da: Bob Sweeney
- Scritto da: Eugenie Ross-Leming e Brad Buckner

### Trama
Durante un'esibizione, una pattuglia aerea acrobatica militare si schianta al suolo e lo zio di Lee viene ritenuto responsabile dell'accaduto.

## Cameriere un po' speciale
- Titolo originale: Life of the Party
- Diretto da: Will MacKenzie
- Scritto da: Eugenie Ross-Leming e Brad Buckner

### Trama
I titolari dell'agenzia 'Privacy Party' organizzano feste per persone facoltose e usano i loro camerieri per trafugare documenti compromettenti.

## Il sosia
- Titolo originale: Odds on a Dead Pigeon
- Diretto da: Bob Sweeney
- Scritto da: Eugenie Ross-Leming e Brad Buckner

### Trama
Una assassina sosia di Amanda viene inviata a uccidere alcuni agenti, fra cui Lee, da un nemico di 7 anni prima.

## Attenti a quell'auto
- Titolo originale: Car Wars
- Diretto da: Alf Kjellin
- Scritto da: Eugenie Ross-Leming e Brad Buckner

### Trama
Quando l'auto di Amanda si rompe, Lee ottiene in prestito per lei dall'agenzia una macchina costosa che ha un valore imprevisto..

## L'antidoto
- Titolo originale: DOA: Delirious on Arrival
- Diretto da: Winrich Kolbe
- Scritto da: Eugenie Ross-Leming e Brad Buckner

### Trama
Amanda viene avvelenata per errore con una tossina allucinogena che era diretta a Lee e che può rivelarsi fatale se non si trova l'antidoto in tempo.

## Si muore solo due volte
- Titolo originale: You Only Die Twice
- Diretto da: Bruce Bilson
- Scritto da: Eugenie Ross-Leming e Brad Buckner

### Trama
Quando viene uccisa una agente a cui accidentalmente era stato dato l'ID di Amanda per una missione sotto copertura, la vita di Amanda diventa molto complicata.

## Finito
- Titolo originale: Burn Out
- Diretto da: Sigmund Neufeld Jr.
- Scritto da: Eugenie Ross-Leming e Brad Buckner

### Trama
Quando Lee comincia a mostrare i segni di stress lavorativo fallendo alcune missioni e iniziando a frequentare un uomo legato alla sparizione e morte di altri tre agenti che soffrivano dello stesso stress, Amanda si preoccupa per lui...

## L'assassinio di un amico
- Titolo originale: Murder Between Friends
- Diretto da: Bob Sweeney
- Scritto da: Eugenie Ross-Leming e Brad Buckner

### Trama
Mentre l'Agenzia è impegnata a proteggere un re straniero in visita a Washington, Amanda inizia a lavorare per una agenzia di sicurezza e viene accusata dell'omicidio del suo nuovo datore di lavoro. Toccherà a Lee indagare per individuare il vero colpevole.

## La spia della porta accanto
- Titolo originale: Vigilante Mothers
- Diretto da: John Patterson
- Scritto da: Eugenie Ross-Leming e Brad Buckner

### Trama
Lee e Amanda devono occuparsi di un caso molto difficile e rischioso che riguarda un'arma chimica capace di uccidere in 10 secondi e un misterioso ladro. Uno dei componenti di una pericolosa forma di gas nervino viene rubato e Lee va sotto copertura nel quartiere di Amanda a vegliare su di uno scienziato che potrebbe essere implicato nel furto, mentre Amanda viene coinvolta in una organizzazione anti-inquinamento.